# رودخانه اونیوه
رودخانه اونیوه (به لاتین: Onive River) یک رود در ماداگاسکار است که در ماداگاسکار واقع شده است.